# Nitrosococ
Nitrosococcus és un gènere de proteobacteris de la subdivisió γ, oxidants d'amoni que consta de dues espècies: Nitrosococus oceani i Nitrosococcus halophilus. Són capaços d'extreure energia i poder reductor de l'oxidació de l'amoni a nitrit. Es van descobrir l'any 1965 i aleshores aquest gènere va rebre el nom de Nitrocystis. Només es troben en ambients marins o (en el cas de N. halophilus)en llacs saltas de l'Antàrtida d'Aràbia saudita, llacunes del Mediterrani i altres llocs. És un grup monofilètic.
La nitrificació és un procés important de transformació microbiològica del nitrogen que ocorre també dins els oceans.